# Żytowice
Żytowice – wieś w Polsce położona w województwie łódzkim, w powiecie pabianickim, w gminie Pabianice. Wieś jest częścią sołectwa Żytowice, w którego skład wchodzi również wieś Wysieradz.
Miejscowość położona jest na Wysoczyźnie Łaskiej.

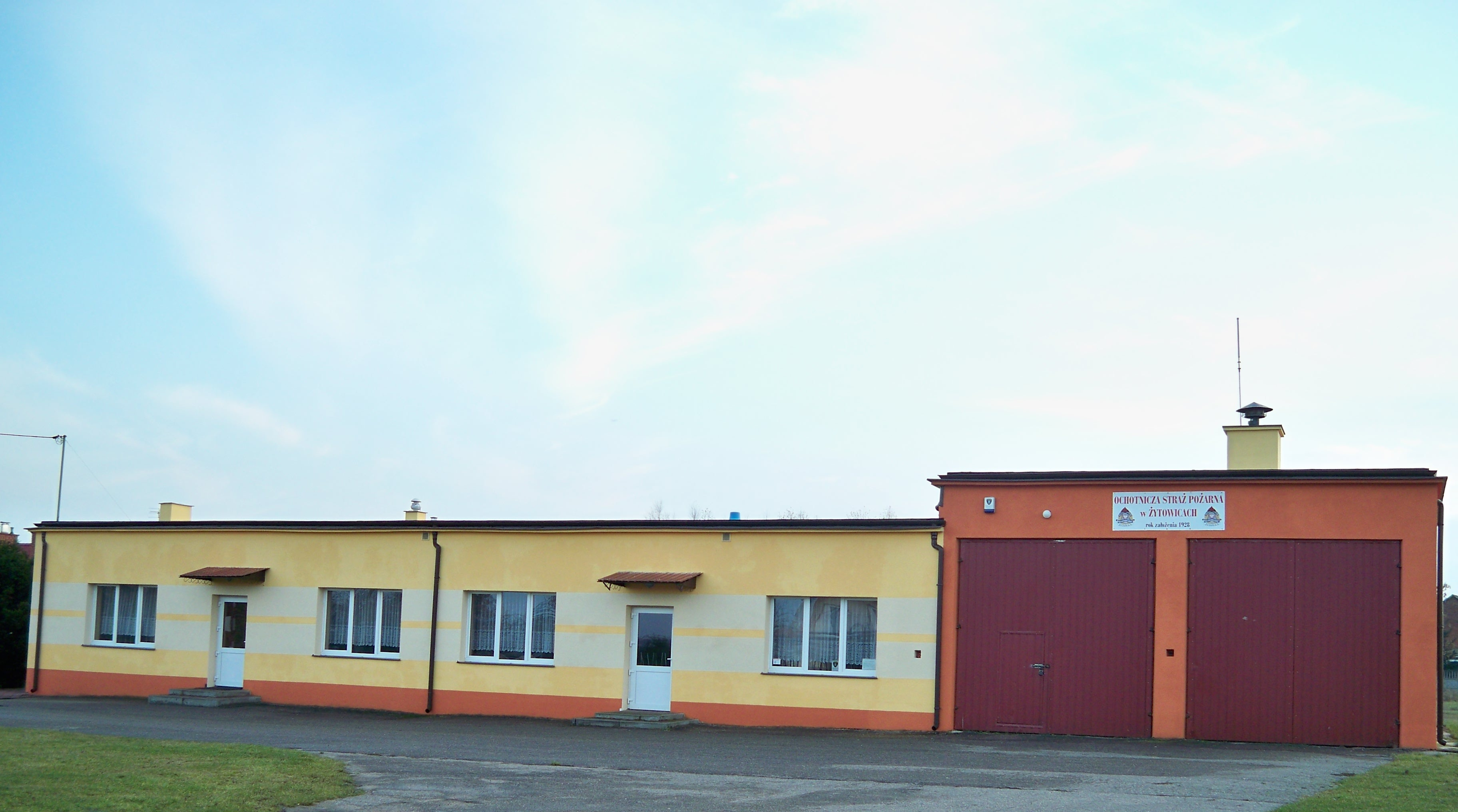
Budynek Ochotniczej Straży Pożarnej w Żytowicach

Prywatna wieś duchowna położona była w drugiej połowie XVI wieku w powiecie szadkowskim województwa sieradzkiego, własność krakowskiej kapituły katedralnej. W latach 1975–1998 miejscowość administracyjnie należała do ówczesnego województwa łódzkiego.
W 1943 Niemcy wprowadzili nazwę okupacyjną Shitowitz.
Przez wieś przebiega asfaltowa droga powiatowa nr 04911E.
 biegnie też Łódzka magistrala rowerowa.